# Jalapa megye
Jalapa Guatemala egyik megyéje. Az ország délkeleti részén terül el. Székhelye Jalapa.

## Földrajz
Az ország délkeleti részén elterülő megye északon El Progreso és Zacapa, keleten Chiquimula, délen Jutiapa és Santa Rosa, nyugaton pedig Guatemala megyével határos.

## Népesség
Ahogy egész Guatemalában, a népesség növekedése Jalapa megyében is gyors. A változásokat szemlélteti az alábbi táblázat:
| Év             | Lakosság |
| -------------- | -------- |
| 1981           | 136 091  |
| 1994           | 196 940  |
| 2002           | 242 926  |
| 2014 (becsült) | 345 926  |

### Nyelvek
A megyében szinte kizárólag a spanyol nyelvet használják. 2011-ben a lakosságnak mindössze 0,1%-a beszélt valamilyen ritka indián nyelvet.

## Képek

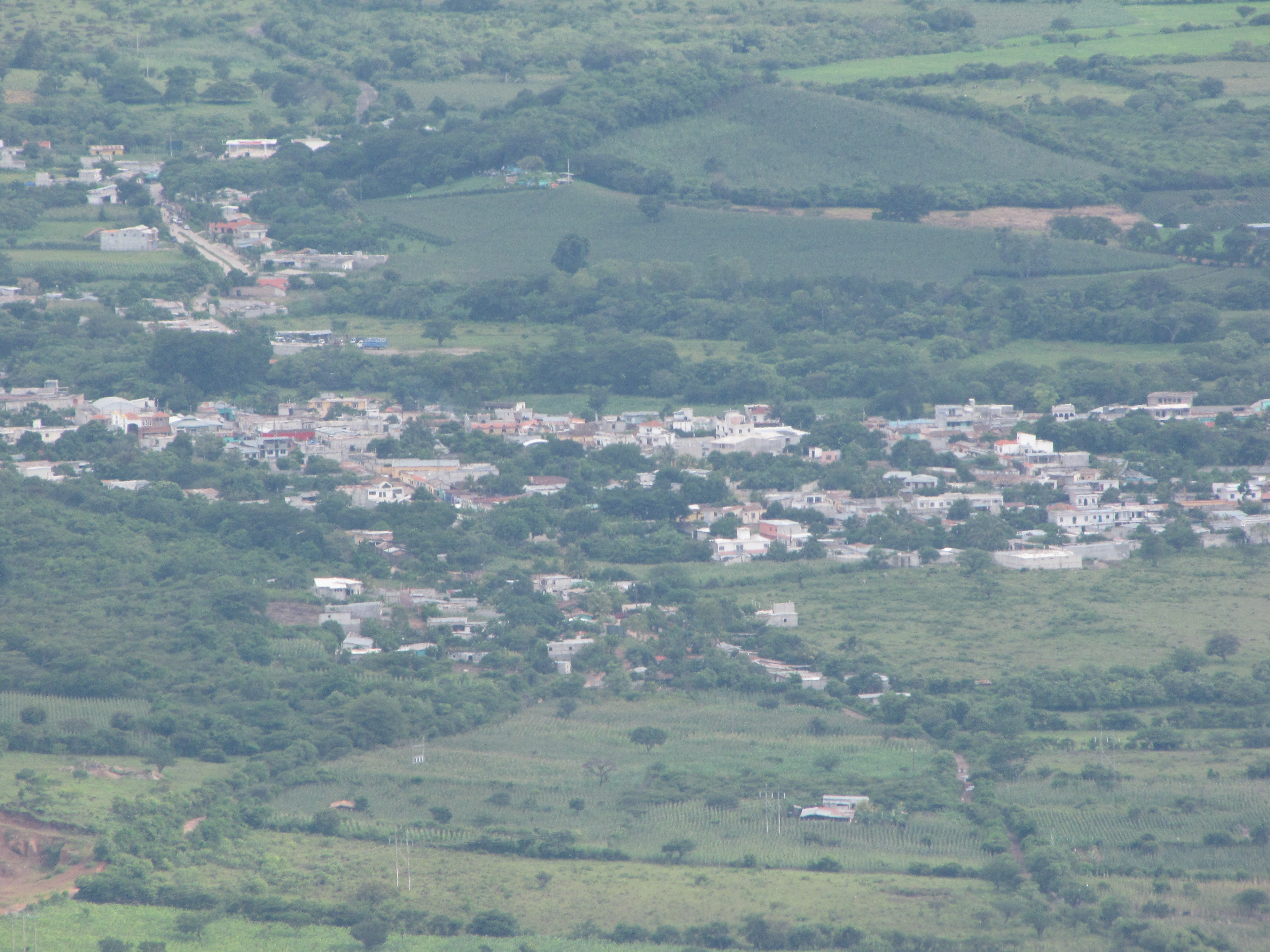
Agua Blanca látképe
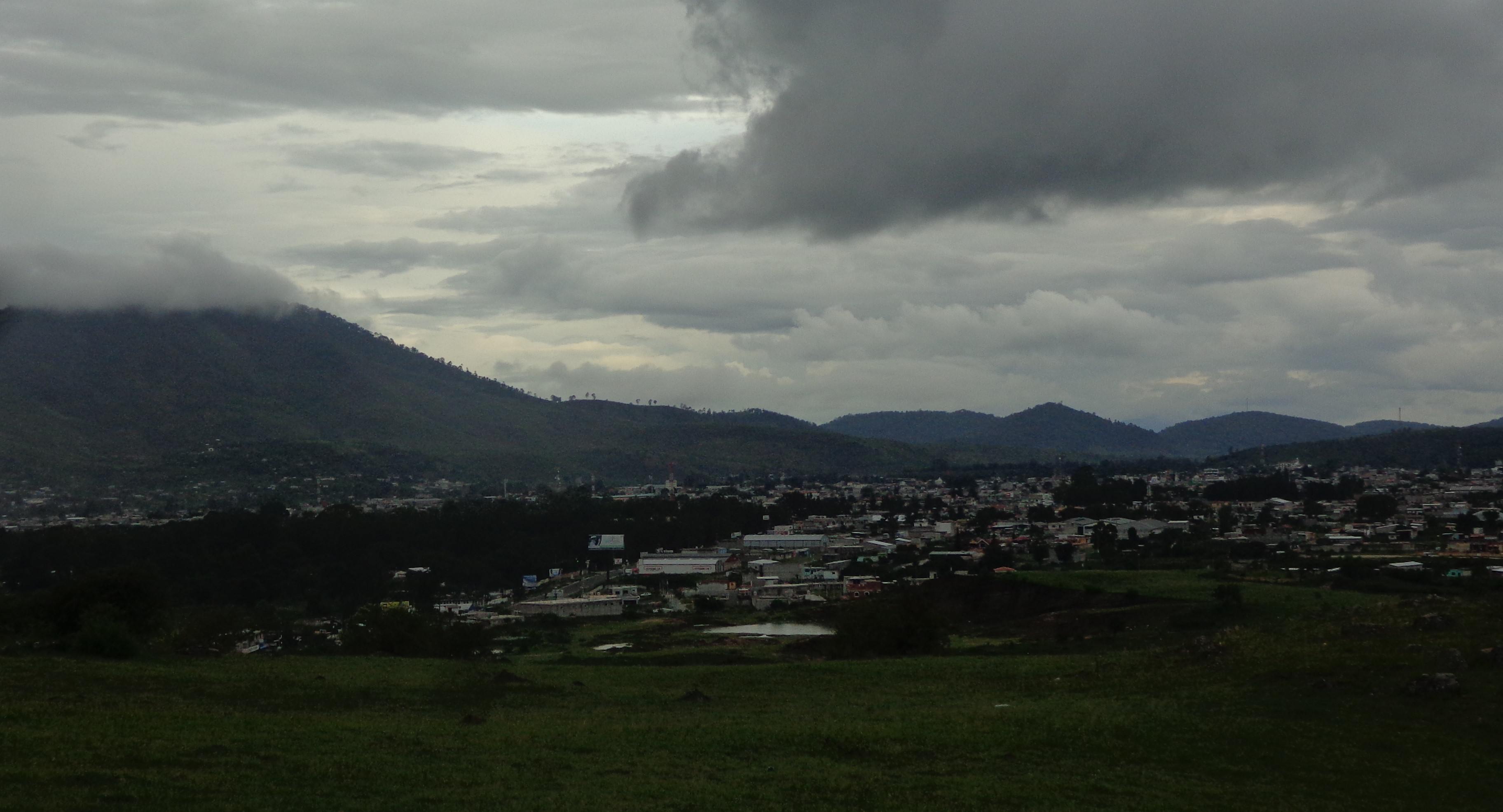
Jalapa látképe
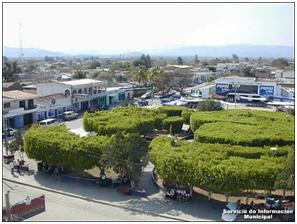
A monjasi központi park
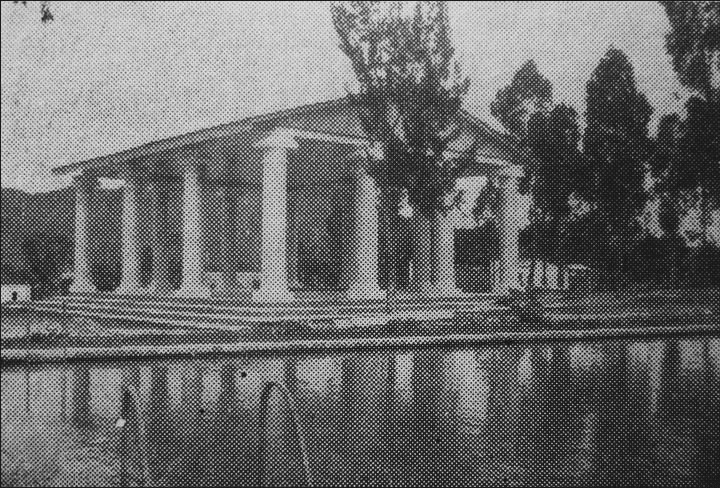
Régi kép a jalapai Minerva-templomról